# شیگری سادا
شیگری سادا (انگلیسی: Shigeri Sada؛ زادهٔ ۱۳ دسامبر ۱۹۵۴) بازیکن فوتبال اهل ژاپن است.
از باشگاه‌هایی که در آن بازی کرده‌است می‌توان به باشگاه ایسترن اسپورتز اشاره کرد.